# Jerome Courtland
Jerome Courtland (27 de diciembre de 1926 - 1 de marzo de 2012) fue un actor, director y productor cinematográfico y televisivo de nacionalidad estadounidense. Intérprete cinematográfico en las décadas de 1940, 1950 y 1960, en las dos últimas también actuó en televisión. Además de ello, Courtland fue también actor teatral, participando en el circuito de Broadway en el musical "Flahooley" a principios de los años 1950.  

## Biografía
Nacido en Knoxville, Tennessee, su verdadero nombre era Courtland Jourolman Jr. Durante la Segunda Guerra Mundial, hubo de servir en el Teatro del Pacífico.
En 1951 actuó en el circuito de Broadway en un musical de corta trayectoria, "Flahooley", en el cual también actuaba Barbara Cook.  
Para la televisión, en 1957 protagonizó seis episodios de la serie western de The Walt Disney Company para la American Broadcasting Company "The Saga of Andy Burnett". Al siguiente año participó en un episodio de la serie de género western "The Rifleman". Tras varios papeles en producciones de Disney, Courtland fue ayudante de producción en Follow Me, Boys! (1966), dirigiendo en 1972 el film Cours, couguar, cours (1972), pasando a ser, en los años 1970, uno de los más importantes directores y ejecutivos del estudio Disney.
Su voz puede escucharse interpretando la canción del título en los créditos de la película Old Yeller. Ese mismo año fue el narrador del corto de Disney "Noah's Ark", nominado al Premio Oscar. Continuando su relación artística con Disney, en 1959 fue el Teniente Henry Nowlan en el film Tonka, en 1975 produjo la película Ride a Wild Pony, y en 1977 fue uno de los dos productores del film parcialmente de animación de Disney Pete's Dragon. Uno de sus trabajos más destacados como productor de Disney fue la película La montaña embrujada, estrenada en 1975. Su última participación en una producción Disney tuvo lugar con Amy (1981), cinta prevista para televisión, pero que finalmente se exhibió en salas cinematográficas.
Antes de dejar Disney, él ya había desarrollado una carrera como director de series televisivas, participando, entre otras, en producciones como The Love Boat (1977) y La isla de la fantasía (1978).
Jerome Courtland falleció el 1 de marzo de 2012, a causa de una enfermedad cardiaca, en Santa Clarita Valley, California. Sus restos fueron incinerados, y las cenizas entregadas a sus allegados.

## Filmografía

### Actor
- 1944 : Together Again
- 1945 : Kiss and Tell
- 1948 : The Man from Colorado
- 1949 : The Walking Hills
- 1949 : Make Believe Ballroom
- 1949 : Tokyo Joe
- 1949 : Battleground
- 1950 : A Woman of Distinction
- 1950 : The Palomino : Steve Norris
- 1950 : When You're Smiling
- 1951 : Santa Fe
- 1951 : The Texas Rangers
- 1951 : Sunny Side of the Street
- 1951 : The Barefoot Mailman
- 1952 : Cripple Creek
- 1953 : Take the High Ground!
- 1954 : The Bamboo Prison
- 1957 : The Saga of Andy Burnett (TV)
- 1958 : Tonka
- 1959 : Noah's Ark (voz)
- 1960 : O sole mio
- 1959 : Tales of the Vikings (serie TV)
- 1961 : Le Avventure di Mary Read
- 1962 : Tharus figlio di Attila
- 1962 : Cafe Oriental
- 1965 : Black Spurs
- 1965 : The Restless Ones

### Director
- 1972 : Run, Cougar, Run
- 1974 : Hog Wild (TV)
- 1974 : Diamonds on Wheels (TV)
- 1977 : The Love Boat (serie TV)
- 1978 : The Sky Trap (TV)
- 1978 : La isla de la fantasía (serie TV)
- 1979 : Knots Landing (serie TV)
- 1981 : Amy
- 1981 : Dinastía (serie TV)
- 1981 : Falcon Crest (serie TV)
- 1982 : Matt Houston (serie TV)
- 1983 : Hotel (serie TV)
- 1985 : The Colbys (serie TV)
- 1989 : Island Son (serie TV)

### Productor
- 1965-1966 : Gallegher (serie TV)
- 1966 : Demain des hommes
- 1969 : Gidget Grows Up (TV)
- 1970 : Nancy (serie TV)
- 1972 : Movin' On (TV)
- 1974 : Hog Wild (TV)
- 1975 : La montaña embrujada
- 1975 : Ride a Wild Pony
- 1977 : Harness Fever (TV)
- 1977 : Pete's Dragon
- 1978 : The Sky Trap (TV)
- 1978 : Return from Witch Mountain
- 1978 : The Young Runaways (TV)
- 1980 : The Ghosts of Buxley Hall (TV)
- 1981 : The Devil and Max Devlin